# Fontenai-les-Louvets
Fontenai-les-Louvets är en kommun i departementet Orne i regionen Normandie i nordvästra Frankrike. Kommunen ligger i kantonen Carrouges som tillhör arrondissementet Alençon. År 2018 hade Fontenai-les-Louvets 273 invånare.

## Befolkningsutveckling
Antalet invånare i kommunen Fontenai-les-Louvets
| Referens: INSEE |